# Felsenflechtenbär

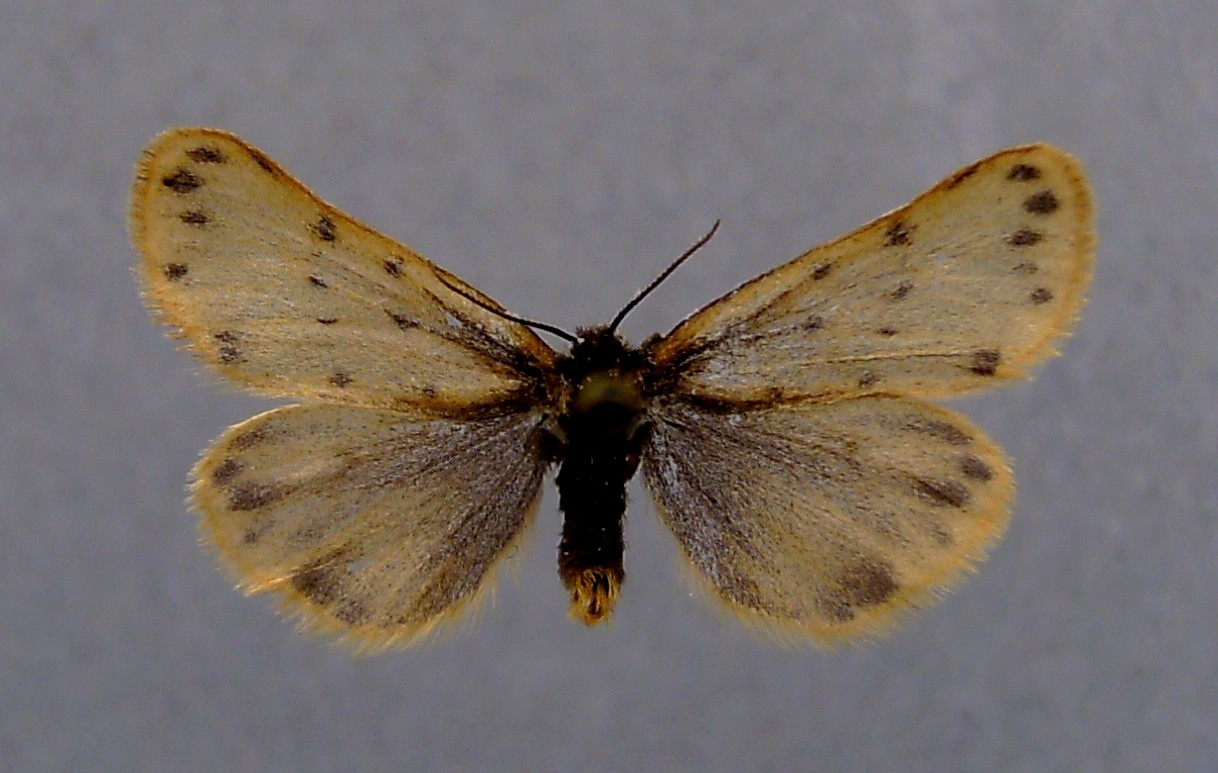
Felsenflechtenbär; Rauchgrau verdunkelte Alpenform

Der Felsenflechtenbär (Setina roscida), zuweilen auch Rauchflügliger Flechtenbär, Felshalden-Flechtenbärchen oder Kleiner Gelber Schwarzpunkt-Flechtenbär genannt, ist ein Schmetterling (Nachtfalter) aus der Eulenfalter-Unterfamilie der Bärenspinner (Arctiinae).

## Merkmale

### Falter
Die Falter besitzen eine Flügelspannweite von 19 bis 24 Millimetern bei den Männchen und von 14 bis 20 Millimetern bei den Weibchen. Ihre Vorderflügel sind schmal, lang gestreckt und haben eine dottergelbe bis orange Grundfarbe, von der sich drei aus schwarzen Punkten gebildete Querreihen abheben. Exemplare aus den Alpen sind insbesondere im Wurzelbereich rauchgrau verdunkelt. Die Hinterflügel haben die gleiche Grundfarbe wie die Vorderflügel und zeigen im Saumbereich ebenfalls mehrere deutliche schwarze Punkte. Das Abdomen schimmert seidig schwarz und ist an den beiden hintersten Segmenten gelb behaart.

### Raupe
Junge Raupen sind fleischfarben, die ausgewachsenen schwarzbraun gefärbt. Sie haben dann ein auffällig gelbes Fleckenmuster und sind mit schwarzen Warzen versehen, auf denen bräunlich und schwärzlich gemischte Haare stehen.

### Ähnliche Arten
Eine Ähnlichkeit besteht zum Kleinen Flechtenbär (Setina aurita), bei dem jedoch die schwarzen Punkte auf den Vorderflügeln oftmals zu Streifen verlaufen.
Der Steinflechtenbär (Setina irrorella) zeigt nur ein bis drei sehr kleine schwarze Punkte auf den Hinterflügeln oder die Fleckung fehlt gänzlich. Gleiches gilt auch für den Gelben Alpen-Flechtenbär (Setina alpestris).
Mit Flügelspannweiten zwischen 25 und 34 Millimetern sind die vorgenannten drei Arten auch größer als der Felsenflechtenbär und haben breitere Vorderflügel.

## Geographische Verbreitung und Vorkommen
Das Verbreitungsgebiet der Art erstreckt sich von Westfrankreich durch Mitteleuropa bis ins Wolgagebiet und zum Altai. In den Alpen ist sie noch in Höhen von 2600 Metern zu finden. Sie besiedelt bevorzugt steppenartige Kurzrasenhänge sowie Stein- und Felshalden.

## Lebensweise
Die Falter bilden zwei Generationen im Jahr, die in den Monaten April bis Juni bzw. Juli bis September anzutreffen sind. Sie sind tagaktiv. Die Männchen fliegen im Sonnenschein, die Weibchen sitzen an Gräsern und sind flugträge. Die Raupen leben ab dem Spätsommer, ernähren sich von verschiedenen Flechtenarten, überwintern und verpuppen sich im Frühjahr.

## Gefährdung
Der Felsenflechtenbär kommt nur in wenigen deutschen Bundesländern vor, ist gebietsweise verschollen und wird auf der Roten Liste Deutschlands in Kategorie 1 („vom Aussterben bedroht“) geführt.